# 1034

## Události
- 11. dubna – Michael IV. Paflagoňan se stává byzantským císařem.
- Břetislav I. usedl na český knížecí trůn.

## Narození
- 3. září – Go-Sandžó, japonský císař († 15. června 1073)
- ? – Svatý Anselm z Canterbury, arcibiskup v Canterbury, teolog a filosof († 21. dubna 1109)

## Úmrtí
- 11. dubna – Roman III. Argyros, císař byzantský (* 968)
- 10. května – Měšek II. Lambert, král polský (* 990)
- 9. listopadu – Oldřich, český kníže (* ?)
- 25. listopadu – Malcolm II., král skotský (* ?)

## Hlavy států
- České knížectví – Oldřich – Jaromír – Břetislav I.
- Papež – Benedikt IX.
- Svatá říše římská – Konrád II.
- Anglické království – Knut Veliký
- Barcelonské hrabství – Berenguer Ramon I. Křivý
- Burgundské království – Rudolf III.
- Byzantská říše – Roman III. Argyros / Michael IV. Paflagoňan
- Dánské království – Knut Veliký
- Francouzské království – Jindřich I.
- Kyjevská Rus – Jaroslav Moudrý
- Leonské království – Bermudo III.
- Navarrské království – Sancho III. Veliký
- Norské království – Knut Veliký (místodržící Svein Knutsson Alfivason)
- Polské knížectví – Měšek II. Lambert / Kazimír I. Obnovitel
- Švédské království – Jakob Anund
- Uherské království – Štěpán I.